# Pine Island (häst)
Pine Island, född 19 april 2003, död 4 november 2006, var ett engelskt fullblod, mest känd för att ha skadats under 2006 års Breeders' Cup Distaff, efter vilket hon avlivades. 

## Bakgrund
Pine Island var ett mörkbrunt sto efter Arch och under Matlacha Pass (efter Seeking The Gold). Hon föddes upp av Ogden Phipps och ägdes av Phipps Stable. Hon tränades under tävlingskarriären av Claude R. "Shug" McGaughey III.
Pine Island tävlade under säsongen 2006, och sprang totalt in 666 800 dollar på 7 starter, varav 4 segrar och 2 andraplatser. Hon tog karriärens största segrar i Alabama Stakes (2006) och Gazelle Stakes (2006).

## Karriär
Pine Island tävlade inte som tvååring, utan gjorde istället debut på tävlingsbanan som treåring. Hon visade snabbt färdigheter genom att segra i sin första start, ett maidenlöp på gräs på Gulfstream Park i Hallandale, Florida, i februari 2006.
Nästan tre månader efter debuten segrade Pine Island i ett allowancelöp på Belmont Park i Elmont, New York. Efter två andraplatser i grupp 1-löpen Mother Goose Stakes och Coaching Club American Oaks, båda på Belmont, tog Pine Island sin första stora seger i augusti genom att vinna grupp 1-löpet Alabama Stakes på Saratoga Race Course i Saratoga Springs, New York. Hon segrade sedan i grupp 1-löpet Gazelle Stakes på Belmont i september.

### Död
Pine Islands lovande karriär (och hennes liv) tog slut den 4 november 2006 då hon gick omkull på bortre långsidan i Breeders' Cup Distaff som reds på Churchill Downs i Louisville, Kentucky. Det upptäcktes att hon hade dragit sin vänstra främre fotled ur led så allvarligt att det praktiskt taget inte fanns någon chans för henne att överleva. Hon avlivades efter att ha blivit förflyttad från tävlingsbanan.

## Eftermäle
Pine Island begravdes den 13 november 2006 under en privat ceremoni på Claiborne Farms Marchmont Cemetery. Pine Islands grav ligger precis bredvid Banshee Breeze (American Champion Three-Year Old Filly 1998). Även Easy Goer ligger begravd på samma område.